# Halesa
Halesa  o Alesa (llatí: Alaesa o Halesa grec antic: Ἄλαισα) va ser una ciutat de la costa nord de Sicília, entre Cefalodium i Calacta, habitada pels sículs que abans poblaven Herbita i que l'any 403 aC després d'haver signat la pau amb Dionís de Siracusa, dirigits pel cap principal d'aquella ciutat, Arcònides, els seus habitants van decidir abandonar la ciutat i fundar-ne una de nova que es va dir Halesa, on es van establir la gent de l'antiga ciutat i també els mercenaris que havien lluitat al seu costat i altra gent que no volia saber res de Dionís.
A la Primera Guerra Púnica era una ciutat important, ja que havia crescut molt gràcies al comerç marítim, i va ser una de les primeres ciutats que es va sotmetre a Roma, a la que sempre va restar fidel. Va conservar la independència i les seves pròpies lleis, i va quedar lliure de taxes, uns avantatges que només van tenir cinc ciutats a Sicília, prosperant fins a convertir-se en una de les principals ciutats de l'illa. En una ocasió els seus habitants van disputar sobre les eleccions al seu senat, i el pretor Gai Claudi Pulcre, a petició pròpia, va anar a Halesa per resoldre la situació amb una llei que va resultar acceptada per totes les parts.
Però això no la va lliurar de què Verres els imposés una gran contribució, tant en gra com en diners, i des de llavors va declinar i era un municipi ordinari en temps d'August, però Estrabó la considera encara digne de menció. Plini el vell diu que era una ciutat estipendiària.